# Équipe de La Réunion de football
Cet article traite de l'équipe masculine. Pour l'équipe féminine, voir Équipe de La Réunion féminine de football.
Maillots
La sélection de La Réunion est contrôlée par la Ligue réunionnaise de football. N'étant pas membre de la FIFA et seulement membre affilié de la CAF, elle ne peut participer à la Coupe du monde, ni à la Coupe d'Afrique des nations à moins d'un accord spécial avec la FFF, la CAF et la FIFA pour être reconnu par la CAF[réf. nécessaire].

## Histoire
L'histoire de la sélection de la Réunion débute en 1947 et à partir de 1948 à 1978 une série de tournois triangulaires, dont la plupart était contre des îles comme Madagascar, Maurice, et les Seychelles. Un certain nombre d'entre eux étaient organisés dans le cadre des Jeux des îles de l'océan Indien.
Organisés en décembre 2005, les derniers en date se sont soldés par un match nul 1-1 à Maurice immédiatement suivi par une défaite 2-1 face à la même équipe à domicile. En décembre 2006, la Réunion affronte Mayotte en match amical et s'impose 3-1.
En 2007, le Club R affronte les Seychelles (défaite 2-0), Maurice (match nul 1-1) et le Gabon d'Alain Giresse au stade olympique Paul Julius Bénard de Saint Paul. Les réunionnais s'inclinent 0-3 dans le cadre de la préparation des Jeux des îles à Madagascar en 2007. 
Lors des Jeux des îles de l'océan Indien, en 2007, à Madagascar, La Réunion remporte ce tournoi en battant en finale le pays hôte, Madagascar, aux tirs au but 7-6 après un 0-0 après le temps réglementaire et les prolongations,.
Le 4 octobre 2008, elle remporte la Coupe de l'Outre-Mer aux dépens de la Martinique (1-0, but de Mamoudou Diallo à la 47e minute).
Le 14 juin 2009, elle remporte la Coupe des Ligues Régionales face à la Ligue atlantique de football sur le score de 2-1 avec des buts de Quentin Boesso à la 11e minute et de Eric Farro à la 85e minute pour la Réunion.
En 2010, le Club R repart défendre la Coupe de l'Outre-Mer, ils débutent par une très large victoire 11-0 contre Saint-Pierre-et-Miquelon, le deuxième se termine par une victoire 2-1 contre Mayotte et finit la phase de poule invaincu par une autre victoire contre la Guyane. Mais elle est battue aux tirs au but par la Martinique en finale de la compétition.
En mai 2011 pour préparer les jeux aux Seychelles, la sélection de la Réunion affontre à deux reprises la Nouvelle-Calédonie  à Nouméa, et participe à un stage en Côte d'Azur affronte par la même occasion une équipe locale et l'équipe réserve de l'OGC Nice.
Le 6 août 2011, La Réunion débute les Jeux des îles de l'océan Indien aux Seychelles par une victoire contre Madagascar 2-1, le deuxième match contre Mayotte elle s'incline 2-0 mais se qualifie pour les demi-finales.En demi, les réunionnais s'inclinent de nouveau, mais contre le pays organisateur les Seychelles1-2, mais finalement ils remportent le match pour la 3e face à Mayotte 1-0, et s'empare de la médaille de bronze pour la première fois de son histoire.
La sélection le 15 septembre 2012 joue un match à l'extérieur face à Maurice qui se solde sur le score de 1 à 1. Ce match a servi de préparation à la Coupe de l'Outre-Mer. La Réunion remporte la même année la Coupe de l'Outre-Mer aux dépens de la Martinique.
Le 31 juillet 2015, Jean-Michel Fontaine devient le meilleur buteur de l'histoire de la sélection avec dix réalisations.
Voici quelques joueurs réunionnais qui évoluent en France métropolitaine et dans le monde : Guillaume Hoarau ; Benoît Trémoulinas ; Florent Sinama-Pongolle ; Dimitri Payet ; Christophe Mandanne ; Laurent Courtois ; Samuel Souprayen ; Fabrice Abriel;Ludovic Ajorque.
Le 20 juillet 2019, la sélection de la Réunion participe pour la 10e fois aux Jeux des Iles de l'Océan Indien qui se déroulent à l'île Maurice. Jean-Michel Fontaine est le capitaine de la sélection sous les ordres de Jean-Pierre Bade. Le 28 juillet 2019, elle remporte les jeux des îles après une série improbable de tirs au but (0-1) ou Mathieu Pelops arrêta tous les pénaltys du Club M, le pénalty de la victoire a été inscrit par Bertrand Bador.

## Palmarès
- Jeux des îles de l'océan Indien (5) :
  - Vainqueur : 1979, 1998, 2007 ,2015, 2019

- Coupe de l'Outre-Mer (2) :
  - Vainqueur : 2008, 2012

- Tournoi Black Stars (1) : 
  - Vainqueur : 1993

## Staff technique et administratif
- Sélectionneur : Jean-Pierre Bade
- Sélectionneur adjoint : Fred Bachelier
- Responsable des gardiens : Claude Barrabé
- Intendant : Patrick Gastrin
- Administration : Max Viramoutou